# Кияшко Віктор Іванович
Ві́ктор Іва́нович Кия́шко (нар. 22 квітня 1920 — 16 квітня 1945) — радянський артилерист часів Другої світової війни, навідник гармати 1248-го армійського артилерійського винищувального протитанкового полку (6-а армія, 1-й Український фронт), сержант. Герой Радянського Союзу (1945).

## Біографія
Народився 22 квітня 1920 року в селі Устинівка (нині — районний центр Кіровоградської області). Українець. Дитячі роки провів у Запоріжжі, навчався у Запорізькій середній школі № 59.
До лав РСЧА призваний у 1941 році. Учасник німецько-радянської війни з того ж року. Воював на Південно-Західному, 3-у і 1-у Українських фронтах. Двічі був поранений.
Особливо сержант В. І. Кияшко відзначився 7 лютого 1945 року в бою поблизу населеного пункту Мальч (Польща). Одним з перших викотив свою гармату на відкриту позицію і впритул розстріляв піхоту супротивника, замінивши пораненого командира. Коли закінчилися снаряди, зібрав групу з 17 стрільців і відкрив вогонь по ворогу. У цій битві знищив 2 ворожі гармати, 3 кулемети та багато живої сили противника.
15 квітня 1945 року був смертельно поранений і помер наступного дня у шпиталі 446-го окремого медико-санітарного батальйону. Похований на північно-східній околиці села Германсдорф поблизу Бреслау.

## Нагороди
Указом Президії Верховної Ради СРСР від 10 квітня 1945 року за зразкове виконання бойових завдань командування на фронті боротьби з німецькими загарбниками та виявлені при цьому відвагу і героїзм, сержантові Кияшку Віктору Івановичу присвоєне звання Героя Радянського Союзу з врученням ордена Леніна і медалі «Золота Зірка».
Також був нагороджений медаллю «За відвагу» (18.09.1944).

## Пам'ять
У 1946 році ім'ям Віктора Кияшка названо одну з вулиць міста Запоріжжя.